# 玛欣德·费尔科克
玛欣德·费尔科克（荷蘭語：Marhinde Verkerk，1985年11月21日—），荷兰女子柔道运动员，2009年世界柔道锦标赛女子78公斤级金牌得主、2013年世界柔道锦标赛女子78公斤级银牌得主、2015年世界柔道锦标赛女子78公斤级铜牌得主、2018年世界柔道锦标赛女子78公斤级铜牌得主。